# Dionisi Calcus
Dionisi Calcus (en grec antic: Διονυσίος ὁ Χαλκοῦς, 'Dionisi de coure') fou un orador i poeta de l'antiga Grècia natural d'Atenes.
Segons Ateneu, hom l'anomenava Calcus (grec antic: Χαλκοῦς, Khalkûs, 'de coure, bronze') perquè va aconsellar als seus conciutadans de batre moneda en coure per fer més fàcil la seva circulació. Dels seus discursos no n'han romàs ni fragments ni valoracions, però les seves poesies s'esmenten repetidament i se'n conserven fragments, citats per Plutarc, Aristòtil i especialment per Ateneu. Els fragments conservats són de temes simposíacs, i Aristòtil el censura per utilitzar malament les metàfores.
Plutarc li atribueix (o potser al seu fill, de nom Hieró) la fundació de la colònia de Túrios, a Itàlia, el 444 aC.